# AG2R Prévoyance 2003
Questa voce raccoglie le informazioni riguardanti l'AG2R Prévoyance nelle competizioni ufficiali della stagione 2003.

## Organico

### Staff tecnico
TM=Team Manager; DS=Direttore Sportivo.
|  | Naz.                | Ruolo | Sportivo         |  |  |  |
|  | ------------------- | ----- | ---------------- |  |  |  |
|  | Francia (bandiera)  | GN    | Vincent Lavenu   |  |  |  |
|  | Francia (bandiera)  | DS    | Laurent Biondi   |  |  |  |
|  | Francia (bandiera)  | DS    | Gilles Mas       |  |  |  |
|  | Lituania (bandiera) | DS    | Arturas Kasputis |  |  |  |

### Rosa
|  | Naz.                 |  | Sportivo             | Anno |  |  |
|  | -------------------- |  | -------------------- | ---- |  |  |
|  | Francia (bandiera)   |  | Christophe Agnolutto | 1969 |  |  |
|  | Francia (bandiera)   |  | Maxim Armataffet     | 1979 |  |  |
|  | Spagna (bandiera)    |  | Mikel Astarloza      | 1979 |  |  |
|  | Estonia (bandiera)   |  | Lauri Aus            | 1970 |  |  |
|  | Francia (bandiera)   |  | Stéphane Bergès      | 1976 |  |  |
|  | Russia (bandiera)    |  | Aleksandr Bočarov    | 1975 |  |  |
|  | Francia (bandiera)   |  | Laurent Brochard     | 1968 |  |  |
|  | Spagna (bandiera)    |  | Iñigo Chaurreau      | 1973 |  |  |
|  | Francia (bandiera)   |  | Andy Flickinger      | 1978 |  |  |
|  | Australia (bandiera) |  | Simon Gerrans        | 1980 |  |  |
|  | Francia (bandiera)   |  | Nicolas Inaudi       | 1978 |  |  |
|  | Estonia (bandiera)   |  | Jaan Kirsipuu        | 1969 |  |  |
|  | Francia (bandiera)   |  | Thierry Loder        | 1975 |  |  |
|  | Francia (bandiera)   |  | Julien Laidoun       | 1980 |  |  |
|  | Francia (bandiera)   |  | Lloyd Mondory        | 1982 |  |  |
|  | Francia (bandiera)   |  | Christophe Oriol     | 1973 |  |  |
|  | Francia (bandiera)   |  | Laurent Paumier      | 1973 |  |  |
|  | Francia (bandiera)   |  | Nicolas Portal       | 1979 |  |  |
|  | Estonia (bandiera)   |  | Erki Pütsep          | 1976 |  |  |
|  | Irlanda (bandiera)   |  | Mark Scanlon         | 1980 |  |  |
|  | Francia (bandiera)   |  | Thomas Terretaz      | 1981 |  |  |
|  | Francia (bandiera)   |  | Olivier Trastour     | 1971 |  |  |
|  | Francia (bandiera)   |  | Ludovic Turpin       | 1975 |  |  |

## Palmarès

### Corse a tappe
- Tour Down Under

Classifica generale (Mikel Astarloza)
- Vuelta Castilla y Leon

5ª tappa (Laurent Brochard)
- Post Danmark Rundt

1ª tappa (Mark Scanlon)
6ª tappa (Jaan Kirsipuu)
- Driedaagse van West-Vlaanderen

2ª tappa (Jaan Kirsipuu)
Classifica generale (Jaan Kirsipuu)
- Étoile de Bessèges

5ª tappa (Jaan Kirsipuu)
- Paris-Corrèze

1ª tappa (Jaan Kirsipuu)
- Quatre jours de Dunkerque

3ª tappa (Jaan Kirsipuu)
- Tour de la Région Wallonne

2ª tappa (Stéphane Bergès)
- Critérium International

2ª tappa (Laurent Brochard)
Classifica generale (Laurent Brochard)
- Tour du Poitou-Charentes et de la Vienne

3ª tappa (Jaan Kirsipuu)
- Kreiz Breizh Espoirs

Classifica generale (Lloyd Mondory)
- Route du Sud

2ª tappa (Ludovic Turpin)
- Tour de l'Ain

3ª tappa (Ludovic Turpin)

### Corse in linea
- Paris-Camembert (Laurent Brochard)
- Bordeaux-Cauderan (Andy Flickinger)
- Châteauroux-Classic de l'Indre (Andy Flickinger)
- GP Ouest France (Andy Flickinger)
- Classic Haribo (Jaan Kirsipuu)
- GP costa degli Etruschi (Jaan Kirsipuu)
- Saint-Quentin (Jaan Kirsipuu)
- Tartu Tänavasõit (Jaan Kirsipuu)
- Tour de Vendée (Jaan Kirsipuu)
- Rataralli Tulemus (Erki Putsep)

### Campionati nazionali
- Campionati estoni

Cronometro (Jaan Kirsipuu)
- Campionati irlandesi

In linea (Mark Scanlon)
- Campionati spagnoli

Cronometro (Iñigo Chaurreau)